# Кёнигслуттер-ам-Эльм
Кёнигслуттер-ам-Эльм (нем. Königslutter am Elm) — город в Германии, в земле Нижняя Саксония.
Входит в состав района Хельмштедт. Население составляет 15 694 человека (на 31 декабря 2010 года). Занимает площадь 130,58 км². Официальный код — 03 1 54 013.
Город подразделяется на 18 городских районов.
| Год  | Население |
| ---- | --------- |
| 1990 | 16 146    |
| 1995 | 16 735    |
| 2000 | 16 696    |
| 2005 | 16 498    |
| 2010 | 15 909    |

В городе расположен Собор Святых Петра и Павла, один из имперских соборов.

## Фотографии

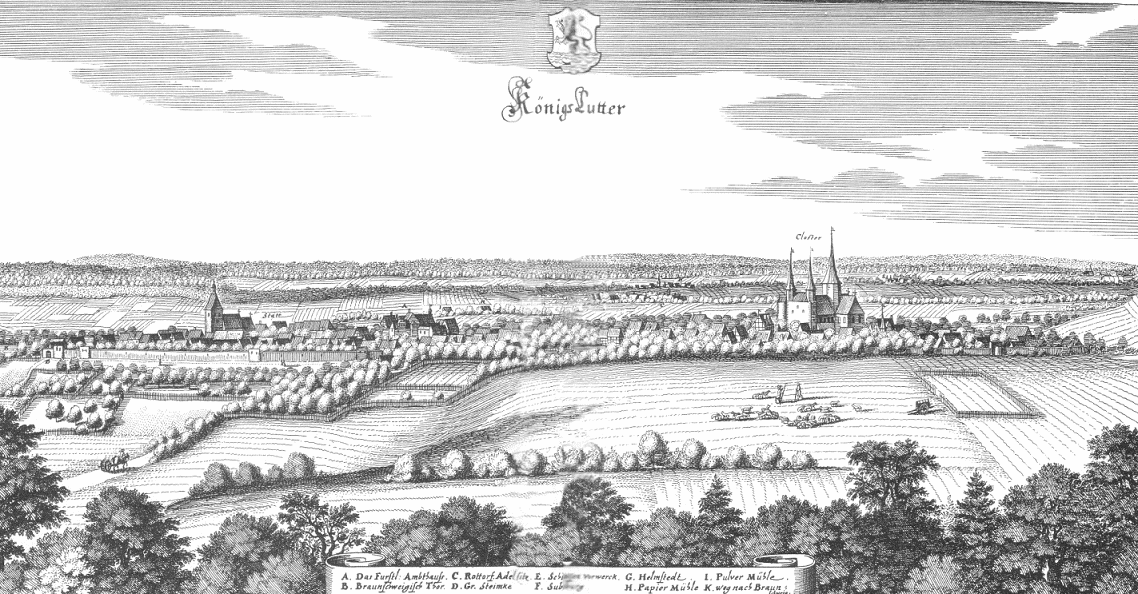
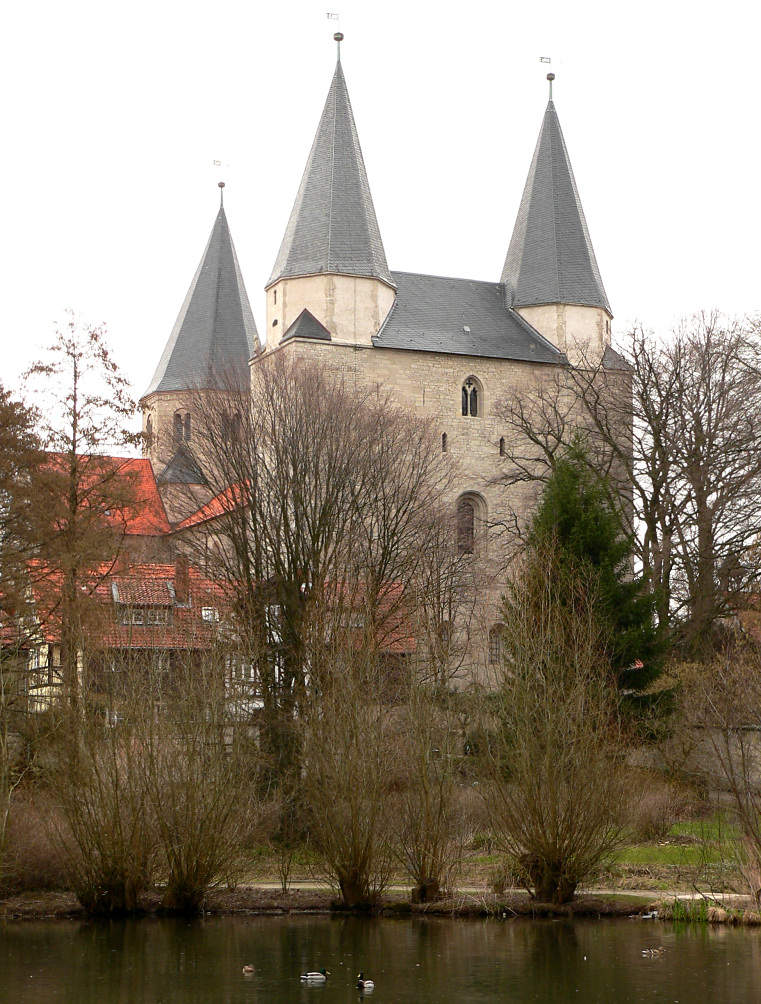
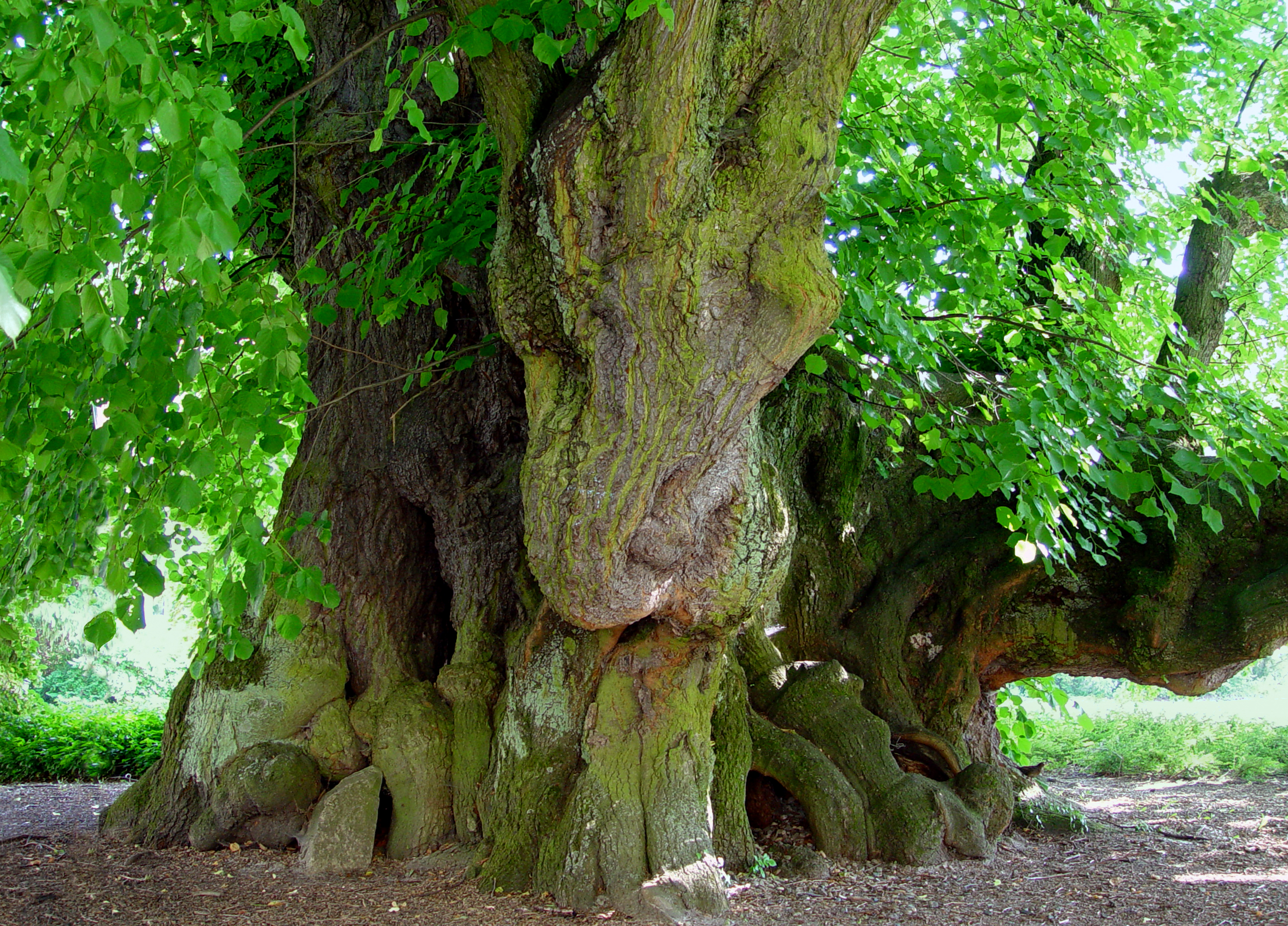